# Teucholabis ornata
Teucholabis ornata är en tvåvingeart. Teucholabis ornata ingår i släktet Teucholabis och familjen småharkrankar.

## Underarter
Arten delas in i följande underarter:
- T. o. assamensis
- T. o. ornata